# Emma Darling
Emma Darling (ur. 22 marca 1985 r. w Vancouver) – kanadyjska wioślarka.

## Osiągnięcia
- Mistrzostwa Świata – Poznań 2009 – czwórka bez sternika – 3. miejsce[1].